# 千歳市立駒里小中学校
千歳市立駒里小中学校（ちとせしりつ こまさとしょうちゅうがっこう）は、北海道千歳市に所在する、小学校と中学校を併設する公立（市立）の学校である。

## 沿革
- 1898年（明治31年）4月：寺小屋式私塾が開かれる。
- 1900年（明治33年）6月：寺小屋式私塾が千歳尋常小学校阿宇砂里（あうさり）分教場となる。
- 1906年（明治39年）9月：千歳尋常小学校阿宇砂里分教場が阿宇砂里簡易教育所として独立する。（この時を開校とする）
- 1923年（大正12年）9月：阿宇砂里尋常小学校となる。
- 1941年（昭和16年）4月：国民学校令の施行により、阿宇砂里国民学校となる。
- 1947年（昭和22年）4月：阿宇砂里小学校となる。
- 1950年（昭和25年）12月：千歳中学校阿宇砂里分校が併置される。
- 1952年（昭和27年）4月：字名が阿宇砂里から駒里へ変更となったため、阿宇砂里小学校が駒里小学校へ、千歳中学校阿宇砂里分校が千歳中学校駒里分校へ、それぞれ改称した。
- 1956年（昭和31年）1月：千歳中学校駒里分校が駒里中学校として独立する。これにより、駒里小中学校となる。

## アクセス
- あつまバス千歳線の停留所「駒里学校前」で下車。
- JR千歳線 南千歳駅から車で20 - 25分位。